# Lopus
Lopus is een geslacht van wantsen uit de familie blindwantsen. Het geslacht werd voor het eerst wetenschappelijk beschreven door Carl Wilhelm Hahn in 1831 .

## Soorten
Het genus bevat de volgende soorten:

- Lopus decolor (Fallen, 1807)
- Lopus longiceps (Flor, 1860)
- Lopus oculatus Dahlbom, 1851